# 鍾幗麗
鍾幗麗（Joan Crockatt，1955年12月4日—），加拿大政治人物和傳媒工作者，加拿大保守黨黨員，2012年-15年間擔任加拿大國會下議院議員，代表亞伯達省的卡加利中選區。從政前她曾效力數家傳媒機構，包括出任《卡加利先驅報》（Calgary Herald）的總編輯，並曾任傳訊顧問和時事評論員。

## 生平
鍾幗麗於坐落亞伯達省和薩斯喀徹溫省界線的勞埃德明斯特市出生，1977年從薩斯喀徹溫大學獲取文學士學位，後到倫敦政治經濟學院進修。
她畢業後晉身傳媒工作，1990年代任職《愛民頓日報》（Edmonton Journal）的首席亞伯達省議會記者，期間亦為亞伯達省議會記者席的主席。她其後轉職《卡加利先驅報》，1996年-99年任職該報總編輯，期間經歷該報員工組結工會和發動罷工。她於1999年-2001年出任加西環球通訊集團（Canwest Global）的編輯總監，2002年則成立自己的顧問公司，為客戶提供企業傳訊策略。她亦不時以時事評論員身份亮相加拿大廣播公司英語新聞頻道等電子傳媒。
聯邦保守黨籍的卡加利中選區國會議員李察信（Lee Richardson）於2012年5月宣布辭職觸發議席補選，鍾幗麗其後宣布角逐該選區的保守黨候選人提名。鍾幗麗當時成為保守黨黨員不足六個月，本來不符合角逐該黨候選人提名的資格，但該黨允許她參與角逐提名，惹來部分黨員不滿。她在同年8月25日舉行的提名選舉中擊敗另外五人，經過四輪投票後贏取保守黨候選人提名，再於同年11月26日舉行的卡加利中選區議席補選中以36.9%得票率勝出，首度晉身國會下議院。
2015年聯邦大選舉行前的民意調查顯示，尋求連任的鍾幗麗和聯邦自由黨候選人夏堅的支持度不相伯仲。鍾幗麗最終在大選中僅以750票之差敗於夏堅，無緣重返國會。

## 外部連結
- （英文）加拿大國會網站 鍾幗麗議員簡介